# Cellepora posidoniae
Cellepora posidoniae is een mosdiertjessoort uit de familie van de Celleporidae. De wetenschappelijke naam van de soort is voor het eerst geldig gepubliceerd in 1975 door Hayward.